# قیراق‌لی، گوی‌گول
قیراق‌لی (به لاتین: Qırıqlı) یک منطقه مسکونی در جمهوری آذربایجان است که در شهرستان گوی‌گول واقع شده است. قیراق‌لی ۲۱۳۳ نفر جمعیت دارد.